# Étude de Framingham
Pour les articles homonymes, voir Framingham (homonymie).
L'étude de Framingham est une étude épidémiologique au long cours, dont l'objet initial était les maladies cardiovasculaires. 

## Historique
Elle a été réalisée depuis 1948 dans la ville de Framingham (Massachusetts), aux États-Unis, choisie pour sa représentativité de la population globale américaine et la proximité universitaire (Harvard Medical School, l'une des institutions initiatrices du projet). La ville a par ailleurs eu un précédent, avec une première étude épidémiologique sur la tuberculose dans les années 1910.
Commencée avec 5 209 personnes, l'étude en est désormais à sa troisième génération de participants. 
En 1969, le National Institute of Health décide d'arrêter le financement de l'étude. Thomas Royle Dawber, le directeur de l'étude de l'époque, parvient à lever des fonds privés, permettant sa poursuite, jusqu'en 1971, date à laquelle le NIH reprit son financement, permettant d'inclure les enfants de la cohorte initiale.
La troisième génération a été incluse à partir de 2002.

## Résultats
Le travail réalisé est considéré dans la communauté scientifique comme d'un excellent niveau, à la fois par sa qualité, son champ d'études et sa durée. Cette étude est à la base de la notion de facteur de risque dans les maladies cardio-vasculaires. Avant cette étude, les maladies cardio-vasculaires étaient perçues comme une conséquence inévitable de l'âge, il n'était pas perçu qu'elles pouvaient être une conséquence de l'environnement. L'hypertension, le tabac, le diabète et l'excès de cholestérol n'étaient pas vus comme des facteurs aggravant ces maladies. 
On doit la plupart de toutes les connaissances sur les maladies cardio-vasculaires à l'étude de Framingham, et notamment la détermination des facteurs de risque cardio-vasculaire dont l'impact du tabagisme et du régime alimentaire. Ainsi la reconnaissance de l'hypertension artérielle comme facteur de risque des maladies cardiaques date de 1957, dans les maladies neurologiques, de 1967 et dans l'insuffisance cardiaque de 1971. Cette même année, la pression artérielle systolique est reconnue comme étant la plus significative en tant que risque. Le rôle délétère du diabète est confirmé en 1974 et celui du cholestérol en 1977 (avec l'aspect protecteur des HDL). En 1976 est défini un « score de risques », amélioré en 1998 et permettant de dépister les personnes les plus susceptibles d'avoir une maladie cardio-vasculaire. En 1983, l'obésité est reconnue comme un facteur de risque indépendant.
En 1961, une nouvelle technique d'analyse disponible est capable de différencier le LDL et HDL. Les données de l'étude de Framingham suggèrent le rôle du LDL dans les maladies cardio-vasculaires.
Des études ont été également menées sur d'autres sujets. Ainsi le risque majoré d'accident vasculaire cérébral en cas de fibrillation auriculaire a été prouvé en 1978.
Les participants, ainsi que leurs enfants, et petits-enfants, se sont engagés à subir un interrogatoire médical détaillé, à un examen physique, à des tests médicaux tous les deux ans, ce qui a permis de créer une base de données exhaustive sur la santé physique et mentale contemporaine. L'historicité et la qualité des données recueillies ont permis d'initier d'autres études que celles initialement prévues. Ainsi, des études génétiques ou sociales (comme le divorce) ont été implémentées. 
Le total des articles publiés se monte, en 2012, à 2 473. Une recherche faite sur PubMed en 2020 utilisant la requête "Framingham[All Fields] AND ("heart"[MeSH Terms] OR "heart"[All Fields]) AND Study[All Fields]" renvoie 5 895 publications.